# Formica virginiana
Formica virginiana är en myrart som beskrevs av Buckley 1866. Formica virginiana ingår i släktet Formica och familjen myror. Inga underarter finns listade i Catalogue of Life.